# نیکش آرورا
نیکش آرورا (زاده ۹ فوریه ۱۹۶۸) یک مدیر بازرگانی هندی-آمریکایی است. آرورا قبلاً یکی از مدیران ارشد گوگل بود. او مدیر گروه سافت بنک از اکتبر 2014 تا ژوئن 2016 بود. در 1 ژوئن 2018، آرورا نقش مدیرعامل و رئیس هیئت مدیره در های پالو آلتو نتورکس را بر عهده گرفت.

## اوایل زندگی
پدر آرورا یک افسر نیروی هوایی هند بود،  آرورا تحصیلات خود را در مدرسه نیروی هوایی (پارک سابترو) به پایان رساند و از موسسه فناوری هند(BHU) در بنارس، هند مدرک لیسانس مهندسی برق در سال 1989 را دریافت کرد. او دارای مدرک کارشناسی ارشد در رشته مالی از کالج بوستون و کارشناسی ارشد مدیریت بازرگانی از دانشگاه نورث ایسترن است . او دارای مدرک تحلیل‌گر خبره مالی است که آن را در سال 1999 دریافت کرد.

## حرفه

### T-Motion PLC
در سال 2000، آرورا  شرکت T-Motion را تأسیس کرد،  این شرکت یک شرکت تابعه دویچه تلکام  است که هدف آن "ارائه خدمات ارزش افزوده به خدمات 3G دویچه تلکام" است. چند سال بعد، در سال 2002، T-Motion با خدمات اصلی تی-موبایل ادغام شد. 

### گوگل
آرورا در سال 2004 به گوگل پیوست. او چندین نقش رهبری عملیاتی ارشد را در گوگل، به عنوان معاون مدیر عملیات اروپا از سال 2004 تا 2007 مدیر اروپا، خاورمیانه و آفریقا از سال 2007 تا 2009 و رئیس عملیات فروش جهانی و توسعه کسب و کار از سال 2009 تا 2010 داشت،  او از ژانویه 2011 تا ژوئیه 2014 معاون ارشد و مدیر ارشد بازرگانی شرکت گوگل بود.
او در جولای 2014 گوگل را ترک کرد و از سمت معاون ارشد و مدیر ارشد بازرگانی استعفا داد.

### گروه سافت بنک
آرورا از سال 2014 تا 2016 رئیس و مدیر عامل شرکت سافت بانک بود  که در مجموع بیش از 200 میلیون دلار غرامت دریافت کرد،  این یک رکورد برای ژاپن در آن زمان بود.

### تجربیات دیگر
آرورا مدیر ارشد بازاریابی و عضو هیئت مدیره در تی-موبایل، بهارتی ایرتل اروپا  بود و به عنوان سرپرست در مرکز رسانه های پالی در لس آنجلس، کالیفرنیا خدمت می کند.
از سال 2007 آرورا مشاور ارشد شرکای سیلور لیک، یک شرکت سهام خصوصی بوده است.
از سال 2001 تا 2004 او مدیر ارشد بازاریابی بخش بین المللی تی-موبایل در دویچه تلکوم بود. او مدیر اجرایی و بنیانگذار T-Motion بود که در سال 2002 با تی-موبایل ادغام شد.
آرورا کار خود را در سرمایه گذاری های فیدلیتی در سال 1992 آغاز کرد و در سمت‌های مختلف مدیریت مالی و فناوری فعالیت کرد و در نهایت به عنوان معاون مالی تکنولوژی های فیدلیتی مشغول به کار شد.
آرورا برای شرکت های دویچه تلکوم ، سرمایه گذاری پانتام ، سرمایه گذاری های فیدلیتی کار می کرد.